# Олд Манро (Мисури)
Олд Манро (енгл. Old Monroe) град је у америчкој савезној држави Мисури.

## Демографија
По попису из 2010. године број становника је 265, што је 15 (6,0%) становника више него 2000. године.
| Група             | 2000.       | 2010.       |
| Белци             | 241 (96,4%) | 255 (96,2%) |
| Афроамериканци    | 0 (0,0%)    | 1 (0,4%)    |
| Азијати           | 0 (0,0%)    | 0 (0,0%)    |
| Хиспаноамериканци | 7 (2,8%)    | 5 (1,9%)    |
| Укупно            | 250         | 265         |